# 시청률의 제왕
시청률의 제왕은 개그콘서트의 인기코너 시청률의 제왕을 모티브로 한 토크쇼이다. '1등만 기억하는 더러운 세상'처럼 오직, 시청률 1위 프로그램을 위한 '1등 우대 토크쇼!' 한 주간의 시청률을 날카로운 시선으로 분석하며 시청자들이 궁금해하는 연예계 비하인드 스토리와 관전 포인트 등을 소개하는 신개념 하이브리드 토크쇼! 오직 시청자의, 시청자의 의한, 시청자를 위한 방송! <시청률의 제왕>

## 출연
- 이휘재
- 이소라
- 박성광
- 김태훈
- 봉만대
- 레이디 제인
- 김겨울
- 황광희
- 허영지